# 1485
Portal Geschichte | Portal Biografien | Aktuelle Ereignisse | Jahreskalender | Tagesartikel

◄ |
14. Jahrhundert |
15. Jahrhundert
| 16. Jahrhundert | ►

◄ |
1450er |
1460er |
1470er |
1480er
| 1490er | 1500er | 1510er | ►

◄◄ |
◄ |
1481 |
1482 |
1483 |
1484 |
1485
| 1486 | 1487 | 1488 | 1489 | ► | ►►
Staatsoberhäupter  · Nekrolog
| Januar | Januar | Januar | Januar | Januar | Januar | Januar | Januar |
| Kw     | Mo     | Di     | Mi     | Do     | Fr     | Sa     | So     |
| ------ | ------ | ------ | ------ | ------ | ------ | ------ | ------ |
| 53     |        |        |        |        |        | 1      | 2      |
| 1      | 3      | 4      | 5      | 6      | 7      | 8      | 9      |
| 2      | 10     | 11     | 12     | 13     | 14     | 15     | 16     |
| 3      | 17     | 18     | 19     | 20     | 21     | 22     | 23     |
| 4      | 24     | 25     | 26     | 27     | 28     | 29     | 30     |
| 5      | 31     |        |        |        |        |        |        |

| Februar | Februar | Februar | Februar | Februar | Februar | Februar | Februar |
| Kw      | Mo      | Di      | Mi      | Do      | Fr      | Sa      | So      |
| ------- | ------- | ------- | ------- | ------- | ------- | ------- | ------- |
| 5       |         | 1       | 2       | 3       | 4       | 5       | 6       |
| 6       | 7       | 8       | 9       | 10      | 11      | 12      | 13      |
| 7       | 14      | 15      | 16      | 17      | 18      | 19      | 20      |
| 8       | 21      | 22      | 23      | 24      | 25      | 26      | 27      |
| 9       | 28      |         |         |         |         |         |         |

| März | März | März | März | März | März | März | März |
| Kw   | Mo   | Di   | Mi   | Do   | Fr   | Sa   | So   |
| ---- | ---- | ---- | ---- | ---- | ---- | ---- | ---- |
| 9    |      | 1    | 2    | 3    | 4    | 5    | 6    |
| 10   | 7    | 8    | 9    | 10   | 11   | 12   | 13   |
| 11   | 14   | 15   | 16   | 17   | 18   | 19   | 20   |
| 12   | 21   | 22   | 23   | 24   | 25   | 26   | 27   |
| 13   | 28   | 29   | 30   | 31   |      |      |      |

| April | April | April | April | April | April | April | April |
| Kw    | Mo    | Di    | Mi    | Do    | Fr    | Sa    | So    |
| ----- | ----- | ----- | ----- | ----- | ----- | ----- | ----- |
| 13    |       |       |       |       | 1     | 2     | 3     |
| 14    | 4     | 5     | 6     | 7     | 8     | 9     | 10    |
| 15    | 11    | 12    | 13    | 14    | 15    | 16    | 17    |
| 16    | 18    | 19    | 20    | 21    | 22    | 23    | 24    |
| 17    | 25    | 26    | 27    | 28    | 29    | 30    |       |

| Mai | Mai | Mai | Mai | Mai | Mai | Mai | Mai |
| Kw  | Mo  | Di  | Mi  | Do  | Fr  | Sa  | So  |
| --- | --- | --- | --- | --- | --- | --- | --- |
| 17  |     |     |     |     |     |     | 1   |
| 18  | 2   | 3   | 4   | 5   | 6   | 7   | 8   |
| 19  | 9   | 10  | 11  | 12  | 13  | 14  | 15  |
| 20  | 16  | 17  | 18  | 19  | 20  | 21  | 22  |
| 21  | 23  | 24  | 25  | 26  | 27  | 28  | 29  |
| 22  | 30  | 31  |     |     |     |     |     |

| Juni | Juni | Juni | Juni | Juni | Juni | Juni | Juni |
| Kw   | Mo   | Di   | Mi   | Do   | Fr   | Sa   | So   |
| ---- | ---- | ---- | ---- | ---- | ---- | ---- | ---- |
| 22   |      |      | 1    | 2    | 3    | 4    | 5    |
| 23   | 6    | 7    | 8    | 9    | 10   | 11   | 12   |
| 24   | 13   | 14   | 15   | 16   | 17   | 18   | 19   |
| 25   | 20   | 21   | 22   | 23   | 24   | 25   | 26   |
| 26   | 27   | 28   | 29   | 30   |      |      |      |

| Juli | Juli | Juli | Juli | Juli | Juli | Juli | Juli |
| Kw   | Mo   | Di   | Mi   | Do   | Fr   | Sa   | So   |
| ---- | ---- | ---- | ---- | ---- | ---- | ---- | ---- |
| 26   |      |      |      |      | 1    | 2    | 3    |
| 27   | 4    | 5    | 6    | 7    | 8    | 9    | 10   |
| 28   | 11   | 12   | 13   | 14   | 15   | 16   | 17   |
| 29   | 18   | 19   | 20   | 21   | 22   | 23   | 24   |
| 30   | 25   | 26   | 27   | 28   | 29   | 30   | 31   |

| August | August | August | August | August | August | August | August |
| Kw     | Mo     | Di     | Mi     | Do     | Fr     | Sa     | So     |
| ------ | ------ | ------ | ------ | ------ | ------ | ------ | ------ |
| 31     | 1      | 2      | 3      | 4      | 5      | 6      | 7      |
| 32     | 8      | 9      | 10     | 11     | 12     | 13     | 14     |
| 33     | 15     | 16     | 17     | 18     | 19     | 20     | 21     |
| 34     | 22     | 23     | 24     | 25     | 26     | 27     | 28     |
| 35     | 29     | 30     | 31     |        |        |        |        |

| September | September | September | September | September | September | September | September |
| Kw        | Mo        | Di        | Mi        | Do        | Fr        | Sa        | So        |
| --------- | --------- | --------- | --------- | --------- | --------- | --------- | --------- |
| 35        |           |           |           | 1         | 2         | 3         | 4         |
| 36        | 5         | 6         | 7         | 8         | 9         | 10        | 11        |
| 37        | 12        | 13        | 14        | 15        | 16        | 17        | 18        |
| 38        | 19        | 20        | 21        | 22        | 23        | 24        | 25        |
| 39        | 26        | 27        | 28        | 29        | 30        |           |           |

| Oktober | Oktober | Oktober | Oktober | Oktober | Oktober | Oktober | Oktober |
| Kw      | Mo      | Di      | Mi      | Do      | Fr      | Sa      | So      |
| ------- | ------- | ------- | ------- | ------- | ------- | ------- | ------- |
| 39      |         |         |         |         |         | 1       | 2       |
| 40      | 3       | 4       | 5       | 6       | 7       | 8       | 9       |
| 41      | 10      | 11      | 12      | 13      | 14      | 15      | 16      |
| 42      | 17      | 18      | 19      | 20      | 21      | 22      | 23      |
| 43      | 24      | 25      | 26      | 27      | 28      | 29      | 30      |
| 44      | 31      |         |         |         |         |         |         |

| November | November | November | November | November | November | November | November |
| Kw       | Mo       | Di       | Mi       | Do       | Fr       | Sa       | So       |
| -------- | -------- | -------- | -------- | -------- | -------- | -------- | -------- |
| 44       |          | 1        | 2        | 3        | 4        | 5        | 6        |
| 45       | 7        | 8        | 9        | 10       | 11       | 12       | 13       |
| 46       | 14       | 15       | 16       | 17       | 18       | 19       | 20       |
| 47       | 21       | 22       | 23       | 24       | 25       | 26       | 27       |
| 48       | 28       | 29       | 30       |          |          |          |          |

| Dezember | Dezember | Dezember | Dezember | Dezember | Dezember | Dezember | Dezember |
| Kw       | Mo       | Di       | Mi       | Do       | Fr       | Sa       | So       |
| -------- | -------- | -------- | -------- | -------- | -------- | -------- | -------- |
| 48       |          |          |          | 1        | 2        | 3        | 4        |
| 49       | 5        | 6        | 7        | 8        | 9        | 10       | 11       |
| 50       | 12       | 13       | 14       | 15       | 16       | 17       | 18       |
| 51       | 19       | 20       | 21       | 22       | 23       | 24       | 25       |
| 52       | 26       | 27       | 28       | 29       | 30       | 31       |          |

| Januar | Januar | Januar | Januar | Januar | Januar | Januar | Januar |
| Kw     | Mo     | Di     | Mi     | Do     | Fr     | Sa     | So     |
| ------ | ------ | ------ | ------ | ------ | ------ | ------ | ------ |
| 53     |        |        |        |        |        | 1      | 2      |
| 1      | 3      | 4      | 5      | 6      | 7      | 8      | 9      |
| 2      | 10     | 11     | 12     | 13     | 14     | 15     | 16     |
| 3      | 17     | 18     | 19     | 20     | 21     | 22     | 23     |
| 4      | 24     | 25     | 26     | 27     | 28     | 29     | 30     |
| 5      | 31     |        |        |        |        |        |        |

| Februar | Februar | Februar | Februar | Februar | Februar | Februar | Februar |
| Kw      | Mo      | Di      | Mi      | Do      | Fr      | Sa      | So      |
| ------- | ------- | ------- | ------- | ------- | ------- | ------- | ------- |
| 5       |         | 1       | 2       | 3       | 4       | 5       | 6       |
| 6       | 7       | 8       | 9       | 10      | 11      | 12      | 13      |
| 7       | 14      | 15      | 16      | 17      | 18      | 19      | 20      |
| 8       | 21      | 22      | 23      | 24      | 25      | 26      | 27      |
| 9       | 28      |         |         |         |         |         |         |

| März | März | März | März | März | März | März | März |
| Kw   | Mo   | Di   | Mi   | Do   | Fr   | Sa   | So   |
| ---- | ---- | ---- | ---- | ---- | ---- | ---- | ---- |
| 9    |      | 1    | 2    | 3    | 4    | 5    | 6    |
| 10   | 7    | 8    | 9    | 10   | 11   | 12   | 13   |
| 11   | 14   | 15   | 16   | 17   | 18   | 19   | 20   |
| 12   | 21   | 22   | 23   | 24   | 25   | 26   | 27   |
| 13   | 28   | 29   | 30   | 31   |      |      |      |

| April | April | April | April | April | April | April | April |
| Kw    | Mo    | Di    | Mi    | Do    | Fr    | Sa    | So    |
| ----- | ----- | ----- | ----- | ----- | ----- | ----- | ----- |
| 13    |       |       |       |       | 1     | 2     | 3     |
| 14    | 4     | 5     | 6     | 7     | 8     | 9     | 10    |
| 15    | 11    | 12    | 13    | 14    | 15    | 16    | 17    |
| 16    | 18    | 19    | 20    | 21    | 22    | 23    | 24    |
| 17    | 25    | 26    | 27    | 28    | 29    | 30    |       |

| Mai | Mai | Mai | Mai | Mai | Mai | Mai | Mai |
| Kw  | Mo  | Di  | Mi  | Do  | Fr  | Sa  | So  |
| --- | --- | --- | --- | --- | --- | --- | --- |
| 17  |     |     |     |     |     |     | 1   |
| 18  | 2   | 3   | 4   | 5   | 6   | 7   | 8   |
| 19  | 9   | 10  | 11  | 12  | 13  | 14  | 15  |
| 20  | 16  | 17  | 18  | 19  | 20  | 21  | 22  |
| 21  | 23  | 24  | 25  | 26  | 27  | 28  | 29  |
| 22  | 30  | 31  |     |     |     |     |     |

| Juni | Juni | Juni | Juni | Juni | Juni | Juni | Juni |
| Kw   | Mo   | Di   | Mi   | Do   | Fr   | Sa   | So   |
| ---- | ---- | ---- | ---- | ---- | ---- | ---- | ---- |
| 22   |      |      | 1    | 2    | 3    | 4    | 5    |
| 23   | 6    | 7    | 8    | 9    | 10   | 11   | 12   |
| 24   | 13   | 14   | 15   | 16   | 17   | 18   | 19   |
| 25   | 20   | 21   | 22   | 23   | 24   | 25   | 26   |
| 26   | 27   | 28   | 29   | 30   |      |      |      |

| Juli | Juli | Juli | Juli | Juli | Juli | Juli | Juli |
| Kw   | Mo   | Di   | Mi   | Do   | Fr   | Sa   | So   |
| ---- | ---- | ---- | ---- | ---- | ---- | ---- | ---- |
| 26   |      |      |      |      | 1    | 2    | 3    |
| 27   | 4    | 5    | 6    | 7    | 8    | 9    | 10   |
| 28   | 11   | 12   | 13   | 14   | 15   | 16   | 17   |
| 29   | 18   | 19   | 20   | 21   | 22   | 23   | 24   |
| 30   | 25   | 26   | 27   | 28   | 29   | 30   | 31   |

| August | August | August | August | August | August | August | August |
| Kw     | Mo     | Di     | Mi     | Do     | Fr     | Sa     | So     |
| ------ | ------ | ------ | ------ | ------ | ------ | ------ | ------ |
| 31     | 1      | 2      | 3      | 4      | 5      | 6      | 7      |
| 32     | 8      | 9      | 10     | 11     | 12     | 13     | 14     |
| 33     | 15     | 16     | 17     | 18     | 19     | 20     | 21     |
| 34     | 22     | 23     | 24     | 25     | 26     | 27     | 28     |
| 35     | 29     | 30     | 31     |        |        |        |        |

| September | September | September | September | September | September | September | September |
| Kw        | Mo        | Di        | Mi        | Do        | Fr        | Sa        | So        |
| --------- | --------- | --------- | --------- | --------- | --------- | --------- | --------- |
| 35        |           |           |           | 1         | 2         | 3         | 4         |
| 36        | 5         | 6         | 7         | 8         | 9         | 10        | 11        |
| 37        | 12        | 13        | 14        | 15        | 16        | 17        | 18        |
| 38        | 19        | 20        | 21        | 22        | 23        | 24        | 25        |
| 39        | 26        | 27        | 28        | 29        | 30        |           |           |

| Oktober | Oktober | Oktober | Oktober | Oktober | Oktober | Oktober | Oktober |
| Kw      | Mo      | Di      | Mi      | Do      | Fr      | Sa      | So      |
| ------- | ------- | ------- | ------- | ------- | ------- | ------- | ------- |
| 39      |         |         |         |         |         | 1       | 2       |
| 40      | 3       | 4       | 5       | 6       | 7       | 8       | 9       |
| 41      | 10      | 11      | 12      | 13      | 14      | 15      | 16      |
| 42      | 17      | 18      | 19      | 20      | 21      | 22      | 23      |
| 43      | 24      | 25      | 26      | 27      | 28      | 29      | 30      |
| 44      | 31      |         |         |         |         |         |         |

| November | November | November | November | November | November | November | November |
| Kw       | Mo       | Di       | Mi       | Do       | Fr       | Sa       | So       |
| -------- | -------- | -------- | -------- | -------- | -------- | -------- | -------- |
| 44       |          | 1        | 2        | 3        | 4        | 5        | 6        |
| 45       | 7        | 8        | 9        | 10       | 11       | 12       | 13       |
| 46       | 14       | 15       | 16       | 17       | 18       | 19       | 20       |
| 47       | 21       | 22       | 23       | 24       | 25       | 26       | 27       |
| 48       | 28       | 29       | 30       |          |          |          |          |

| Dezember | Dezember | Dezember | Dezember | Dezember | Dezember | Dezember | Dezember |
| Kw       | Mo       | Di       | Mi       | Do       | Fr       | Sa       | So       |
| -------- | -------- | -------- | -------- | -------- | -------- | -------- | -------- |
| 48       |          |          |          | 1        | 2        | 3        | 4        |
| 49       | 5        | 6        | 7        | 8        | 9        | 10       | 11       |
| 50       | 12       | 13       | 14       | 15       | 16       | 17       | 18       |
| 51       | 19       | 20       | 21       | 22       | 23       | 24       | 25       |
| 52       | 26       | 27       | 28       | 29       | 30       | 31       |          |

## Ereignisse

### Politik und Weltgeschehen

#### Rosenkriege in England
- 22. August: In der Schlacht von Bosworth Field besiegt Heinrich Tudor, der spätere Heinrich VII., gemeinsam mit John de Vere, 13. Earl of Oxford, den regierenden König Richard III. aus dem Haus York, der in der Schlacht fällt. Mit entscheidend für den Ausgang der Schlacht ist, dass Richards Verbündete Thomas Stanley und William Stanley die Seiten wechseln. Damit enden die Rosenkriege um die englische Thronherrschaft. Das Haus Tudor übernimmt die Macht in England.

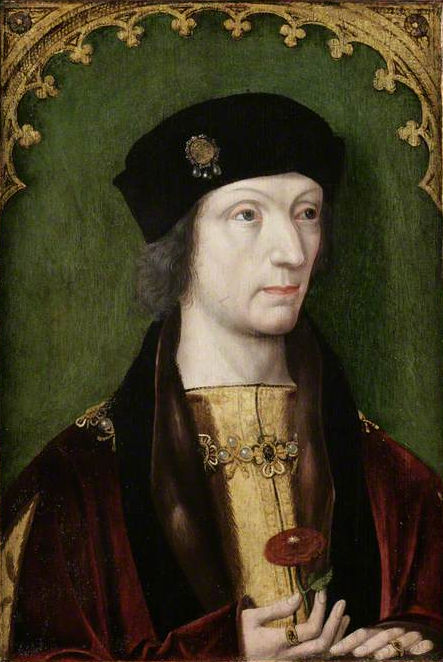
Henry VII. mit der roten Lancaster-Rose

- 30. Oktober: In London wird Heinrich VII. zum König von England gekrönt.
- November: Das englische Parlament hebt die Erklärung Titulus Regius aus dem Vorjahr auf und erklärt Richard III. und 28 seiner Anhänger zu Hochverrätern. Richards unmittelbarer Erbe John de la Pole, Earl of Lincoln, ist von dieser Regelung ausgenommen.
- 10. Dezember: Heinrich VII. verspricht dem Parlament auf dessen dringendes Anraten, Elizabeth of York, die Tochter Edwards IV., zu heiraten, um seine Thronansprüche zu festigen.

#### Heiliges Römisches Reich
- 1. Juni: Der ungarische König Matthias Corvinus zieht nach rund viermonatiger Belagerung im Zuge der Ungarnkriege in die Stadt Wien ein und nimmt den Titel Erzherzog von Österreich an. Die Kaiserresidenz Friedrichs III. von Habsburg befindet sich schon seit zwei Jahren in Wiener Neustadt.
- 26. August: Die Leipziger Teilung wird unterschrieben. Darin wird der Wettinische Besitz zwischen den Herzögen und Brüdern Ernst von Sachsen (thüringisch-sächsischer Teil) und Albrecht III. (meissnisch-sächsischer Teil) aufgeteilt. Residenzstadt des albertinischen Sachsen wird Dresden. Ernst behält die Kurfürstenwürde. Trotz der Teilung wird eine gemeinsame Münzprägung beibehalten. Die mit dem 11. November vollzogene Landesteilung gilt als die folgenschwerste Fehlentscheidung der sächsischen Geschichte und führt zu einer langfristigen Schwächung des Kurfürstentums Sachsen.

#### Republik Venedig

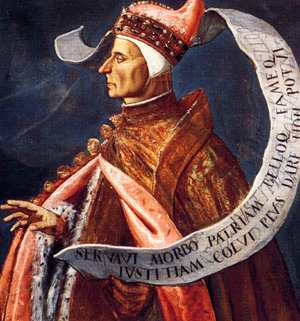
Marco Barbarigo

- 4. November: Giovanni Mocenigo, Doge der Republik Venedig, stirbt an der Pest und wird in aller Eile in der Kirche Santi Giovanni e Paolo begraben. Marco Barbarigo, genannt der Reiche, dessen Familie ausgedehnten Grundbesitz auf Kreta, bei Verona und bei Treviso hat, wird zu seinem Nachfolger gewählt. Er ist der erste Doge, der auf der Scala dei giganti in sein Amt eingeführt wird.

#### Frankreich
- 17. Januar: Der Guerre folle beginnt.

#### Iberische Halbinsel

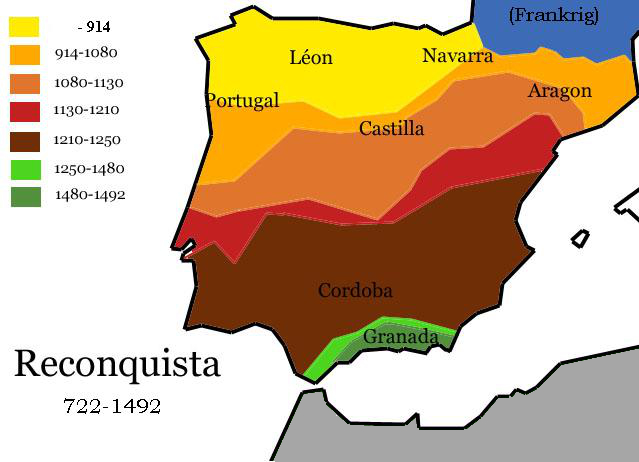
Zeitlich-territorialer Verlauf der Reconquista auf der iberischen Halbinsel, dunkelgrün für den Zeitraum von 1480 bis 1492

- Abu l-Hasan Ali, nasridischer Emir von Granada, erleidet einen Schlaganfall und wird daraufhin von seinem Bruder Muhammad XIII. gestürzt. Dieser befindet sich allerdings in Konkurrenz zu seinem Neffen Muhammad XII., der in Guadix residiert.
- Die südspanische Ortschaft Setenil fällt im Zuge der Reconquista-Bewegung gegen die maurische Herrschaft in Spanien nach dem siebten Anlauf in christliche Hand.

#### Osteuropa
- Die Stadt Twer wird vom Großfürstentum Moskau erobert.
- Das Khanat Astrachan spaltet sich von der Goldenen Horde ab.

#### Asien
- La Sen Thai Puvanart folgt seinem verstorbenen Bruder Suvanna Ban Lang als Herrscher über das laotische Königreich von Lan Xang.

### Wissenschaft und Technik
- In der koreanischen historischen Chronik Dongguk Tonggam werden erstmals die Herrscher des Go-Joseon nach der Dangun-Zeitrechnung aufgezählt.
- Der Gart der Gesundheit, eines der ersten gedruckten Kräuterbücher, erscheint in Mainz im Verlag von Peter Schöffer, einem ehemaligen Mitarbeiter Johannes Gutenbergs. Das Buch ist bereits etwa zehn Jahre früher vom Mainzer Domherren Bernhard von Breidenbach in Auftrag gegeben worden. Verfasser ist der Frankfurter Stadtarzt Johann Wonnecke von Kaub, ein Teil der Bilder stammt von Erhard Reuwich.

### Kultur und Gesellschaft

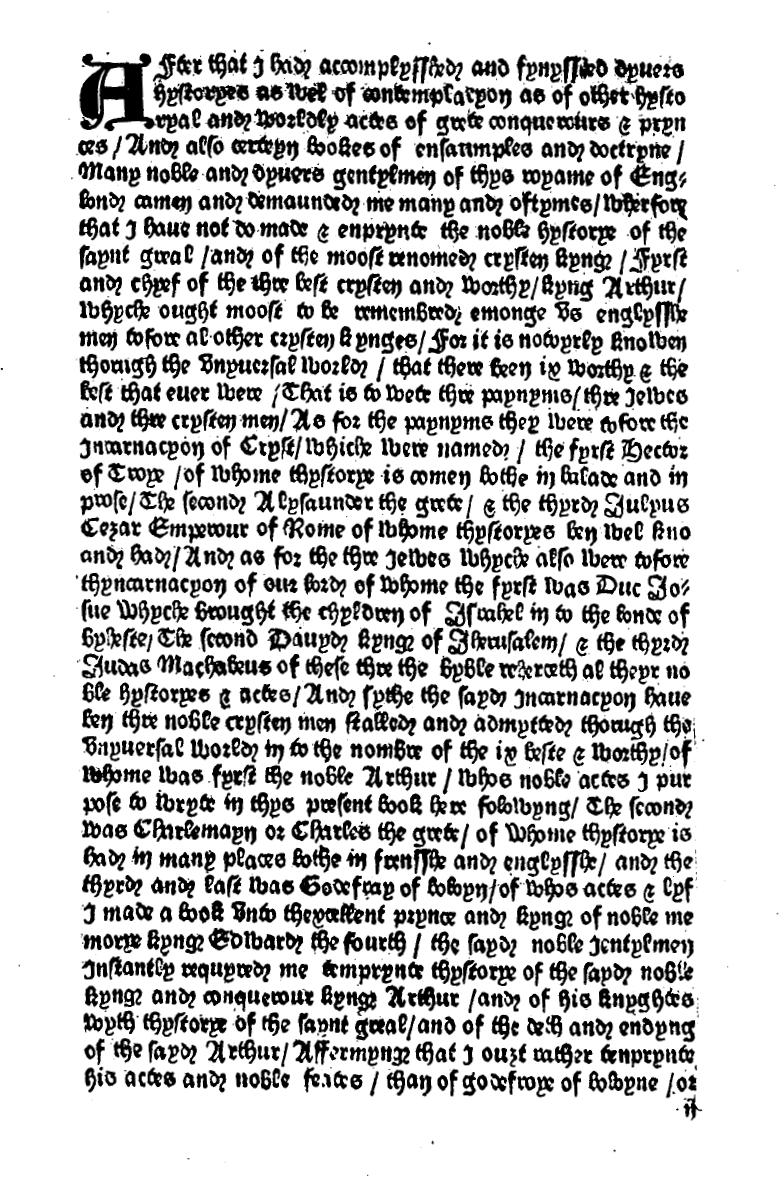
Erste Seite aus William Caxtons Erstausgabe

- Der Verleger William Caxton gibt die erste gedruckte Ausgabe der Handschrift Le Morte Darthur von Thomas Malory heraus, eine Zusammenstellung verschiedener Erzählungen der französischen und englischen Artus-Epik.
- Vor der Schlacht von Bosworth Field gründet Henry Tudor die Yeomen of the Guard als persönliche Leibwache.
- Der Bau der heutigen Mauer um den Moskauer Kreml wird begonnen.

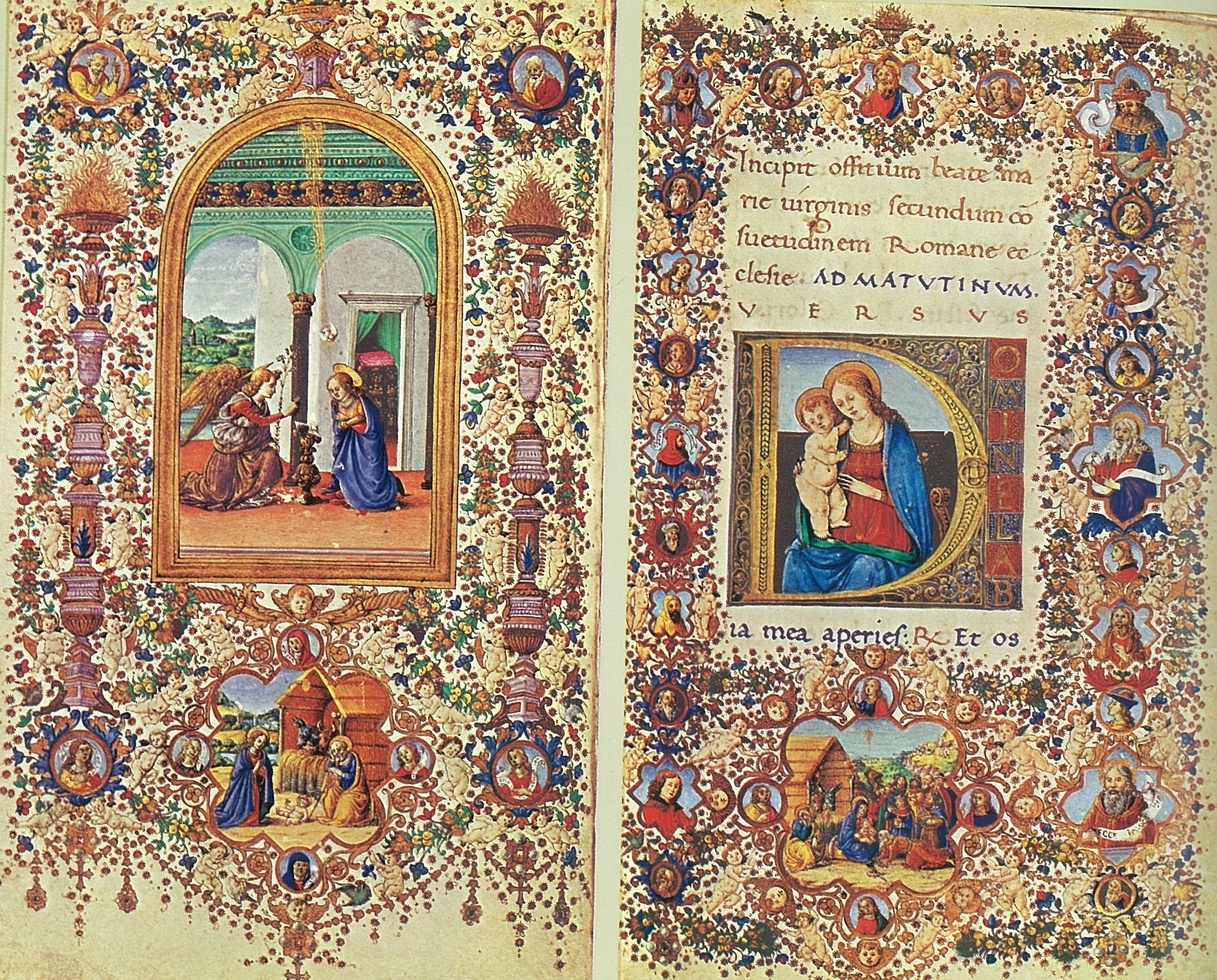
Seite aus dem Stundenbuch von Lorenzo il Magnifico

- Das Stundenbuch des Lorenzo de’ Medici wird fertiggestellt.

- 1485/86: Sandro Botticelli malt Die Geburt der Venus.

Botticelli, Die Geburt der Venus

### Religion
- Im Frieden von Kuttenberg einigen sich Utraquisten und Katholiken.

### Katastrophen
- Europa wird in den Jahren 1484/85 von einer der zahlreichen Pestepidemien heimgesucht. Als Folge organisiert Leonardo da Vinci mit Booten die erste Müllabfuhr in Mailand.

- August: Kurz nach der Landung von Heinrich Tudor in Milford Haven bricht in London eine tödliche Infektionskrankheit aus, die bald als Englischer Schweiß bekannt wird. Die Anzahl der Todesopfer, die die Krankheit fordert, kann jedoch nicht genau ermittelt werden, da sie mit einer gleichzeitigen Pestepidemie zusammenfällt.

## Geboren

### Geburtsdatum gesichert
- 6. Januar: Wilhelm Werner von Zimmern, deutscher Historiker und Jurist († 1575)
- 10. März: Sophie von Brandenburg-Ansbach-Kulmbach, Herzogin von Liegnitz († 1537)
- 11. März: Bernhard von Cles, Bischof von Trient, Kardinal der römisch-katholischen Kirche und Präsident des Geheimen Rates unter Ferdinand I. († 1539)
- 26. April: Sibylle von Baden, Markgräfin von Baden († 1518)

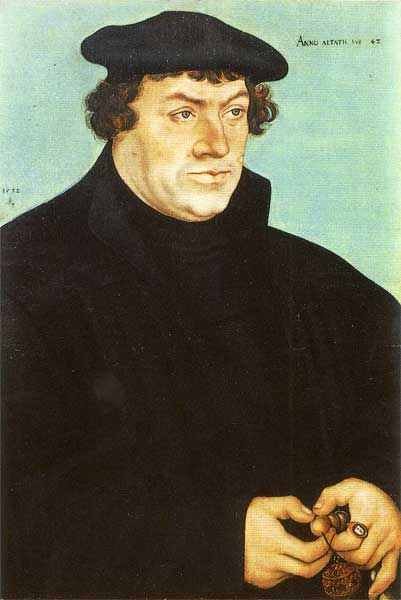
Johannes Bugenhagen

- 24. Juni: Johannes Bugenhagen („Doktor Pomeranus“), Reformator Pommerns und Dänemarks († 1558)
- 24. Juni: Elisabeth von Dänemark, Norwegen und Schweden, Kurfürstin von Brandenburg († 1555)
- 20. Juli: Giovan Battista Ramusio, italienischer Humanist, Historiker und Geograf († 1557)
- 16. August: Balthasar Hubmaier, Täuferpersönlichkeit der Reformationszeit († 1528)
- 22. August: Beatus Rhenanus, deutscher Humanist, Drucker, Redakteur, Philologe und Geschichtswissenschaftler († 1547)
- 28. August: Francisco de Sá de Miranda, portugiesischer Dichter († 1558)
- 14. September: Anna, Prinzessin zu Mecklenburg-Schwerin und Landgräfin von Hessen († 1525)
- 27. September: Giovanni Angelo Arcimboldi, italienischer Bischof und Erzbischof († 1555)
- 1. Oktober: Johannes Dantiscus, Bischof von Kulm und Bischof von Ermland († 1548)
- 16. Dezember: Katharina von Aragon, Frau Heinrichs VIII., Königin von England († 1536)

### Genaues Geburtsdatum unbekannt
- Antoine Augereau, französischer Schriftschneider, Typograf, Buchhändler und Verleger († 1534)

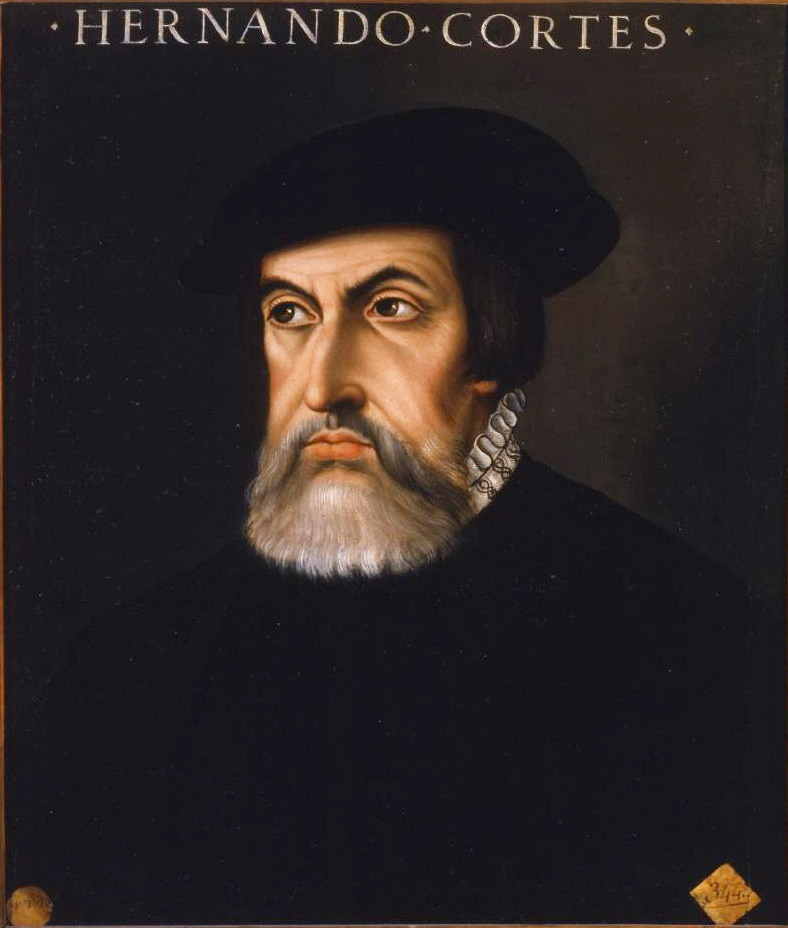
Hernán Cortés

- Hernán Cortés, spanischer Konquistador und Eroberer des Aztekenreiches († 1547)

### Geboren um 1485
- vor 1485: Ferdinand Magellan, portugiesischer Seefahrer († 1521)

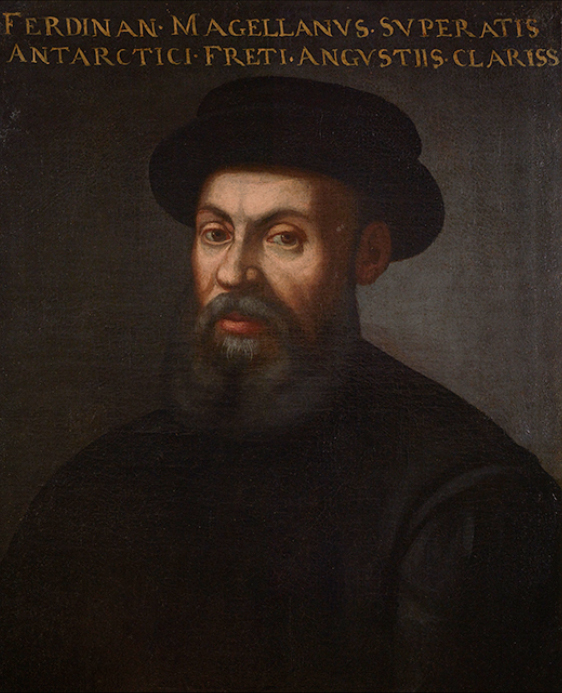
Ferdinand Magellan

- 1480/85: Johannes Wechtlin, deutscher Maler († unbekannt)
- Matteo Bandello, italienischer Dichter († 1561)
- Louis de Berquin, französischer Humanist, Jurist, Staatsbeamter, Sprachwissenschaftler und Reformator († 1529)
- Thomas Cromwell, englischer Politiker und Begründer des modernen englischen Zentralstaates († 1540)
- Nikolaus Decius, deutscher Mönch, Seelsorger, Kantor und Kirchenliederdichter († nach 1546)
- William Peto, englischer Kardinal und Bischof von Salisbury († 1558)
- Nicholas Shaxton, englischer Theologe und Bischof von Salisbury († 1556)
- Heinrich Stackmann, deutscher Mediziner, Philologe, Physiker, Dichter und Humanist († 1532)

## Gestorben

### Todesdatum gesichert
- 28. Februar: Niclas von Abensberg, deutscher Ritter und Graf von Abensberg (* 1441)
- 16. März: Anne Neville, Ehefrau Richards III., Königin von England (* 1456)
- 1. April: Thomas Lumley, 2. Baron Lumley, englischer Adeliger und Diplomat (* 1408)
- 17. Juni: Arnold von Burgsdorf, Bischof von Brandenburg (* vor 1471)
- 18. Juni: Wilhelm I. von der Mark, niederländischer Adliger und Unruhestifter (* um 1446)
- 7. August: Alexander Stewart, 1. Duke of Albany, schottischer Adeliger (* um 1454)
- 15. August: Albrecht II., Herzog zu Braunschweig-Lüneburg und Fürst von Grubenhagen (* 1419)
- 22. August: John Babington, englischer Ritter (* um 1423)
- 22. August: William Brandon, englischer Ritter
- 22. August: Walter Devereux, 1. Baron Ferrers of Chartley, englischer Adeliger und Militär (* um 1432)
- 22. August: John Howard, 1. Duke of Norfolk, englischer Adeliger

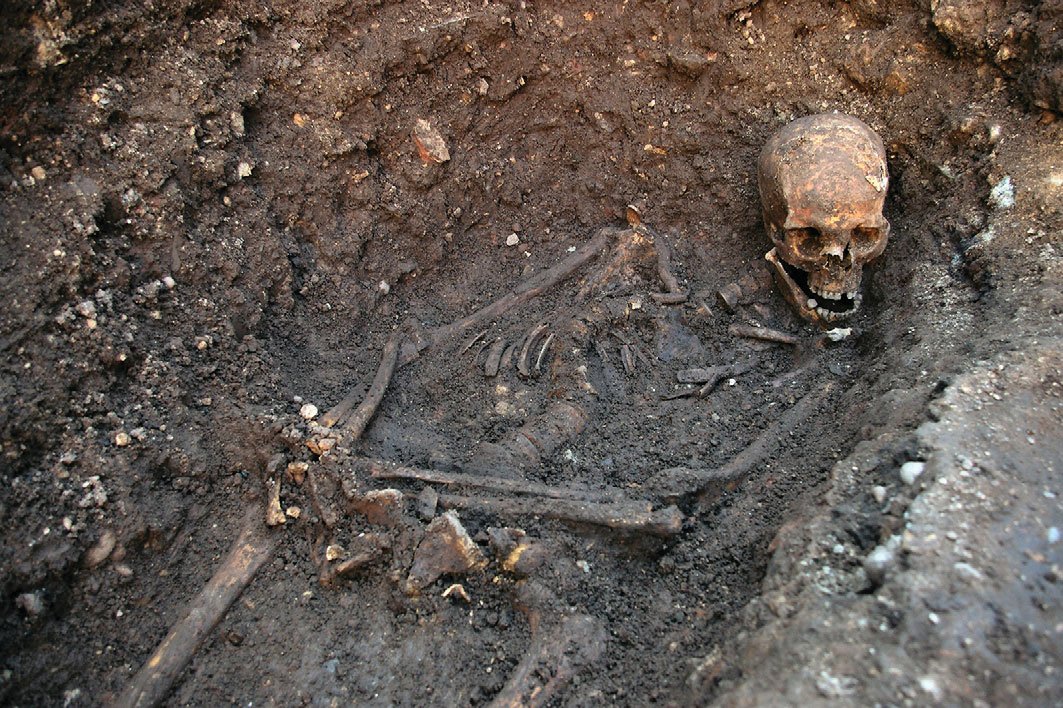
Gebeine Richards III. bei der Ausgrabung 2012

- 22. August: Richard III., letzter englischer König der Plantagenet-Dynastie, gefallen (* 1452)
- 4. September: Stephan von Pfalz-Simmern, Domherr in Straßburg, Mainz, Köln, Speyer und Lüttich (* 1421)
- 27. Oktober: Rudolf Agricola, deutscher Humanist und Schriftsteller (* 1444)
- 4. November: Françoise d’Amboise, Herzogin von Bretagne (* 1427)

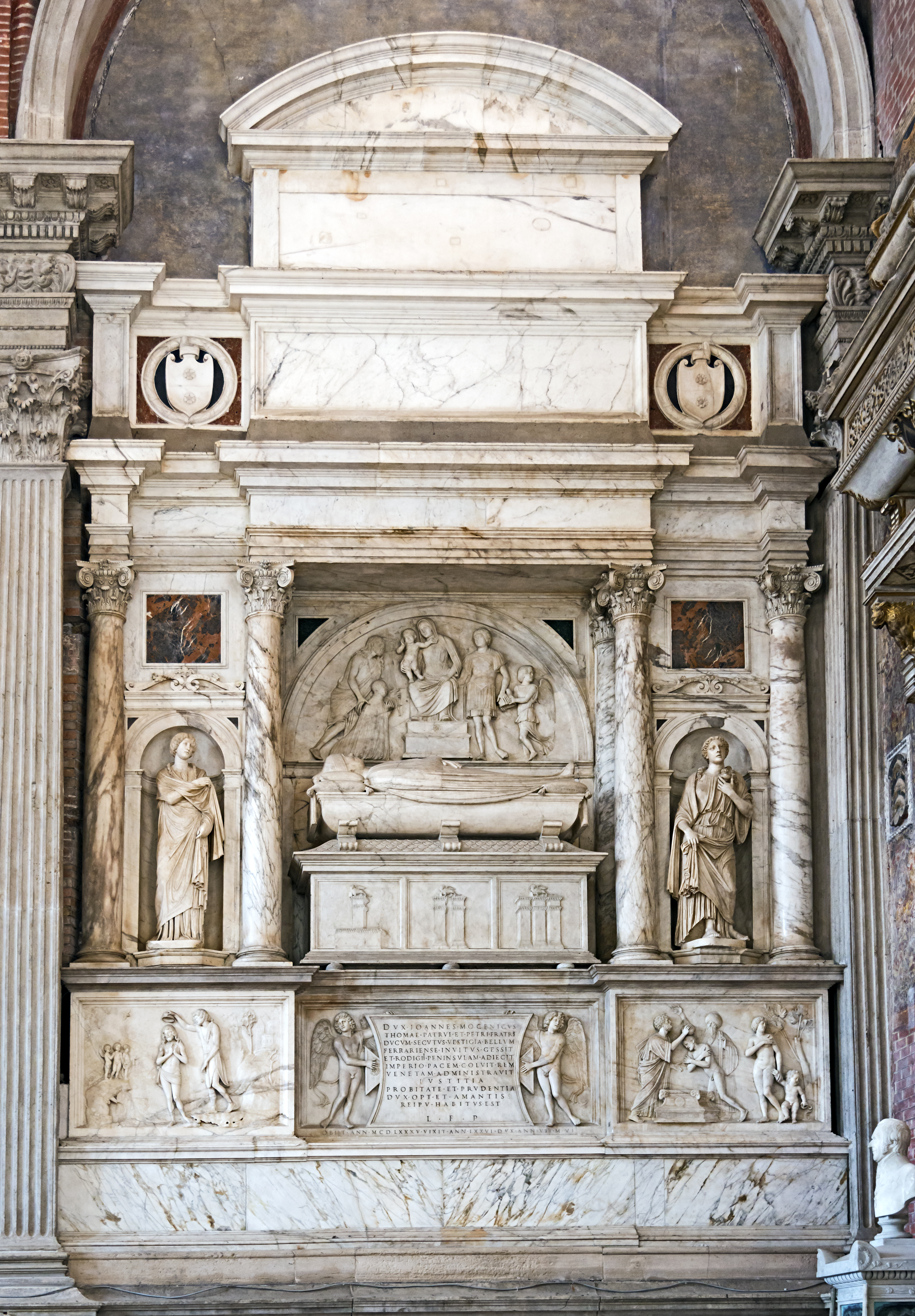
Grabmal Giovanni Mocenigos

- 4. November: Giovanni Mocenigo, Doge von Venedig (* um 1409)

### Genaues Todesdatum unbekannt
- Abu l-Hasan Ali, Emir von Granada
- Othmar Schlaipfer (erstmalige Erwähnung 1440), Schweizer Bürgermeister
- Suvanna Ban Lang, Herrscher des laotischen Königreichs Lan Xang (* 1455)
- Vuk Grgurević, serbischer Despot in der Vojvodina